# Голямо-Пештене
Голя́мо-Пе́штене (болг. Голямо Пещене) — село у Врачанській області Болгарії. Входить до складу общини Враца.

## Населення
За даними перепису населення 2011 року у селі проживали 476 осіб.
Національний склад населення села:
| Національність   | Кількість осіб | Відсоток |
| ---------------- | -------------- | -------- |
| болгари          | 397            | 83,6%    |
| цигани           | 75             | 15,8%    |
| інша             | 0              | 0%       |
| Всього відповіли | 475            |          |

Розподіл населення за віком у 2011 році:
Динаміка населення: